# Streptopetalum hildebrandtii
Streptopetalum hildebrandtii är en passionsblomsväxtart som beskrevs av Ignatz Urban. Streptopetalum hildebrandtii ingår i släktet Streptopetalum och familjen passionsblomsväxter. Inga underarter finns listade i Catalogue of Life.